# Nu Virgos
VIA Gra (ukrajinsky: ВІА Гра), celosvětově známá jako Nu Virgos, je rusko-ukrajinská dívčí skupina. Založena byla v roce 2002 v ukrajinském Kyjevě.

## Historie
Skupina se proslavila v září 2000, kdy se dostaly do hitparád v zemích SNS se svým debutovým singlem „Popytka č. 5“. První úspěch mimo ruský jazykový prostor zaznamenaly v květnu 2004 se singlem „Stop! Stop! Stop!“, anglickou verzí ruské písně z roku 2002.
Skupina je známá svými častými změnami v sestavě, v jedné době v ní působilo 13 různých osob. Skupinu vytvořili Dmitrij Kostjuk a Konstantin Meladze. Kostjuk byl manažerem a spoluproducentem skupiny. Meladze psal písně a koprodukoval jejích alba.
Skupina nahrávala a vydávala nové písně až do ruské invaze na Ukrajinu v roce 2022, kdy se byla nucena rozpadnout.

## Význam názvu
Název VIA Gra je trojitá slovní hříčka; je narážkou na lék Viagra, první tři písmena „ВИА“ („VIA“) znamenají v ukrajinštině také „vokálně-instrumentální soubor“ a „Гра“ („hra“) znamená v ukrajinštině „hra“ nebo „hrát“. Je také jakousi signaturou příjmení prvních dvou dívek skupiny, VI-nnytsk-A a GR-anovsk-A, což je původně používané dívčí jméno Nadi Meiherové.

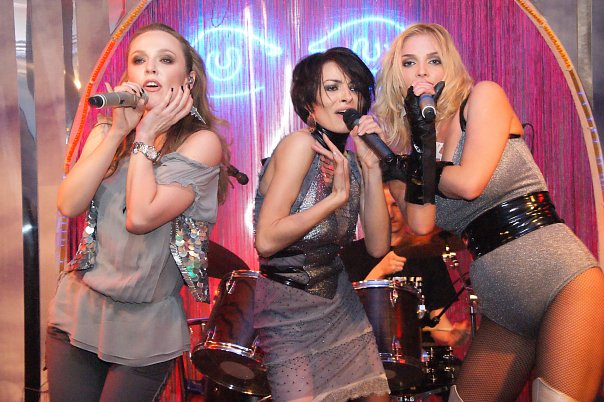
VIA Gra (zleva doprava: Albina Džanabajevová, Naděžda Granovská a Taťjana Kotová) vystupují v únoru 2010.

## Členové skupiny
| Časová osa                | Zpěvačky          | Zpěvačky               | Zpěvačky              | Zpěvačky       |
| ------------------------- | ----------------- | ---------------------- | --------------------- | -------------- |
| září 2000–duben 2002      | Alena Vinnitskaya | —                      | Nadezhda Granovskaya  | —              |
| duben 2002–září 2002      | Alena Vinnitskaya | Anna Sedokova          | Tatiana Naynik        | —              |
| září 2002–listopad 2002   | Alena Vinnitskaya | Anna Sedokova          | Nadezhda Granovskaya  | Tatiana Naynik |
| listopad 2002–leden 2003  | Alena Vinnitskaya | Anna Sedokova          | Nadezhda Granovskaya  | —              |
| leden 2003–květen 2004    | Vera Brezhneva    | Anna Sedokova          | Nadezhda Granovskaya  | —              |
| květen 2004–září 2004     | Vera Brezhneva    | Svitlana Loboda        | Nadezhda Granovskaya  | —              |
| září 2004–leden 2006      | Vera Brezhneva    | Albina Dzhanabaeva     | Nadezhda Granovskaya  | —              |
| leden 2006–duben 2006     | Vera Brezhneva    | Albina Dzhanabaeva     | Khrystyna Kots-Hotlib | —              |
| duben 2006–duben 2007     | Vera Brezhneva    | Albina Dzhanabaeva     | Olga Romanovska       | —              |
| duben 2007–červenec 2007  | Vera Brezhneva    | Albina Dzhanabaeva     | Meseda Bagaudinova    | —              |
| červenec 2007–březen 2008 | —                 | Albina Dzhanabaeva     | Meseda Bagaudinova    | —              |
| březen 2008–leden 2009    | Tatiana Kotova    | Albina Dzhanabaeva     | Meseda Bagaudinova    | —              |
| leden 2009–březen 2010    | Tatiana Kotova    | Albina Dzhanabaeva     | Nadezhda Granovskaya  | —              |
| březen 2010–listopad 2011 | Yeva Bushmina     | Albina Dzhanabaeva     | Nadezhda Granovskaya  | —              |
| prosinec 2011–září 2012   | Yeva Bushmina     | Albina Dzhanabaeva     | Santa Dimopulos       | —              |
| říjen 2012–prosinec 2012  | Yeva Bushmina     | Albina Dzhanabaeva     | —                     | —              |
| listopad 2013–březen 2018 | Erika Herceg      | Anastasia Kozhevnikova | Misha Romanova        | —              |
| březen 2018–září 2018     | Erika Herceg      | Anastasia Kozhevnikova | Olga Meganskaya       | —              |
| září 2018–říjen 2020      | Erika Herceg      | Ulyana Sinetskaya      | Olga Meganskaya       | —              |
| říjen 2020–únor 2022      | Ksenia Popova     | Ulyana Sinetskaya      | Sofia Tarasova        | —              |
| Kostjukova skupina        |                   |                        |                       |                |
| červenec 2013–říjen 2013  | Dasha Medovaya    | —                      | Dasha Rostova         | —              |
| říjen 2013–březen 2014    | Dasha Medovaya    | Aina Vilberh           | Dasha Rostova         | —              |
| květen 2014–březen 2015   | Irina Ostrovskaya | Elena Tolstonogova     | Dasha Rostova         | —              |

## Diskografie
- Popytka No. 5 (2001)
- Stop! Snyato! (2003)
- Biologiya (2003)
- Stop! Stop! Stop! (2004)
- L.M.L. (2007)